# Micrechites
Micrechites là chi thực vật có hoa trong họ Apocynaceae.